# Eugnosta ussuriana
Eugnosta ussuriana es una especie de polilla de la tribu Cochylini, familia Tortricidae. Fue descrita científicamente por Caradja en 1926.
Su envergadura es de 20 mm.

## Distribución
Se encuentra en el Extremo Oriente ruso, China y Japón.